# Dansaire pissarrós
El dansaire pissarrós (Saltator grossus) ' és una espècie d'ocell neotropical de la família Cardinalidae. Se li pot trobar en les selves de Bolívia, Brasil, Colòmbia, Costa Rica, l'Equador, Guyana, Hondures, Nicaragua, Panamà, el Perú, Surinam, i Veneçuela.